# تسوتان آتاناسوف
تسوتان آتاناسوف (بلغاری: Цветан Атанасов؛ زادهٔ ۱۰ آوریل ۱۹۴۸) بازیکن فوتبال اهل بلغارستان بود.
از باشگاه‌هایی که در آن بازی کرده است می‌توان به باشگاه فوتبال زسکا صوفیه اشاره کرد.
وی همچنین در تیم ملی فوتبال بلغارستان بازی کرده است.